# Quecksilber(II)-cyanid
Quecksilber(II)-cyanid ist eine chemische Verbindung mit der Summenformel Hg(CN)2.

## Darstellung
Quecksilber(II)-cyanid entsteht beim Lösen von Quecksilber(II)-oxid in Cyanwasserstoffsäure, beim Kochen von Quecksilberoxid mit Berliner Blau oder von schwefelsaurem Quecksilberoxid mit gelbem Blutlaugensalz.

## Eigenschaften
Quecksilber(II)-cyanid bildet farb- und geruchlose Kristalle, die sich in Wasser und einigen polaren organischen Lösungsmitteln lösen. Interessant ist die äußerst geringe Dissoziation in Quecksilber(II)- und Cyanid-Ionen in wässriger Lösung. Die Verbindung ist sehr giftig.

## Sicherheitshinweise
Quecksilbercyanid ist hochgiftig. Die Verbindung ist im Hinblick auf die Hg2+ Ionen viel gefährlicher als andere Cyanide. Es belastet den Organismus gleichzeitig mit Quecksilberionen und Cyanidionen. Es muss fern von jeglichen Säuren in dicht schließenden Gefäßen aufbewahrt werden, da sonst der hochgiftige Cyanwasserstoff entsteht.